# Заид ибн Султан Аль Нахайян
За́ид ибн Султа́н ибн За́ид ибн Хали́фа Аль Нахайя́н (араб. زايد بن سلطان بن زايد بن خليفة آل نهيان‎; 6 мая 1918, Абу-Даби, Протекторат Великобритании — 2 ноября 2004[…], Абу-Даби) — основатель и первый президент Объединённых Арабских Эмиратов в 1971—2004 годах. Эмир Абу-Даби в 1966—2004 годах.
Наряду с шейхом Рашидом ибн Саидом Аль Мактумом сыграл важную роль в объединении государства и добился этого 2 декабря 1971 года.
Также работал с шейхом Джабером аль-Ахмедом ас-Сабахом над созданием Совета сотрудничества арабских государств Персидского залива. 25 мая 1981 года в Абу-Даби состоялась первая встреча на высшем уровне Совета сотрудничества арабских государств Персидского залива.

## Биография
Родился 6 мая 1918 года в Абу-Даби. Был назван в честь своего деда, шейха Заида I ибн Халифы Аль Нахайяна, который правил эмиратом Абу-Даби в 1855—1909 годах. Был самым младшим из четырёх сыновей шейха Султана от своей жены Саламы бинт Бутти аль-Кубайси, который правил в княжестве Абу-Даби в 1922—1926 годах. Когда его отец погиб, ему было всего 8 лет, и ему пришлось много скитаться по Аравийскому полуострову.

### Должность
В 1930-е годы правивший в княжестве шейх Шахбут II, его брат, поручил ему сопровождать западных геологов, искавших углеводороды в пустыне. В 1946 году был назначен правителем родного города Эль-Айн. Под его руководством в оазисе началось активное строительство, оживилась торговля, стало развиваться земледелие.
В августе 1966 года стал эмиром княжества Абу-Даби, отстранив от власти шейха Шахбута. В декабре 1971 года эмиры 6 княжеств (в феврале 1972 года к ним присоединился эмир Рас-эль-Хаймы) объявили о создании федерации ОАЭ, избрав её президентом правителя Абу-Даби. Это подчеркнуло как роль и место в федерации Абу-Даби (самого большого, самого населённого и богатого эмирата), так и его вклад в становление и развитие уникального государства.
Занимал пост президента ОАЭ в течение почти 33 лет. 2 декабря 2001 года он был переизбран президентом ОАЭ на седьмой пятилетний срок. Журнал «Forbes» оценивал его личное состояние, которое впоследствии унаследовал его старший сын шейх Халифа, в 20 млрд долларов.
В 1992 году основал «Фонд Заида» с уставным капиталом в 3 млрд 671 млн дирхамов, который стал известным благодаря финансированию множества таких проектов, как строительство мечетей, культурных и научно-исследовательских центров, оказание помощи пострадавшим от стихийных бедствий районам.

### Смерть
Умер 2 ноября 2004 года в прибрежном дворце «Аль-Бахер» на восточной окраине города Абу-Даби, успев в день своей смерти осуществить самую масштабную перетасовку правительства страны за предшествующие 27 лет (в частности, впервые в странах Персидского залива на пост министра была назначена женщина). Официальной причины смерти объявлено не было.

## Личная жизнь
За свою долгую жизнь воспитал 19 сыновей, которые сейчас занимают высокие государственные посты или ведут бизнес. Также известно, что у него было 11 дочерей. По западным источникам, был женат девять (либо семь) раз, но в соответствии с предписаниями ислама одновременно у него было не больше 3-4 жён.

## Память
- В Абу-Даби в честь шейха назван спортивный комплекс Заид Спорт Сити, а также расположенные на его территории футбольный и крикетный стадионы.
- Шоссе шейха Заида — название шоссе Е11 в Дубае.
- В честь шейха был учреждён высший орден государства.
- В городе Гудермес Чеченской Республики построена школа хафизов имени шейха.
- Похоронен по правую сторону Мечети шейха Заида, со дня похорон непрерывно 24 часа в сутки над его могилой читают Коран.
- Пробег в Нью-Йорке UAE Healthy Kidney 10K проводится в память о нём.
- Открывшийся в 2016 году раздел Лувра, посвящённый истории дворца и музея, носит имя шейха-основателя ОАЭ — договорённость об этом была подписана одновременно с проектом открытия филиала Лувра в Абу Даби[7].

## Дети
- Халифа ибн Заид Аль Нахайян (1948—2022) — правитель Абу-Даби и 2-й президент Объединённых Арабских Эмиратов 2004-2022.
- Султан ибн Заид Аль Нахайян (1955—2019) — заместитель премьер-министра Объединённых Арабских Эмиратов 1997—2009
- Мухаммад ибн Заид Аль Нахайян (род. 1961) — правитель Абу-Даби и 3-й президент Объединённых Арабских Эмиратов с 2022 года.
- Хамдан ибн Заид Аль Нахайян (род. 1963) — заместитель премьер-министра, представитель эмира в регионе Эд-Дафра.
- Хазза ибн Заид Аль Нахайян (род. 1965) — советник по национальной безопасности ОАЭ.
- Саид ибн Заид Аль Нахайян (1965—2023) — бизнесмен и спортивный функционер.
- Сайф ибн Заид Аль Нахайян (род. 1968) — министр внутренних дел ОАЭ с 2004 года.
- Тахнун ибн Заид Аль Нахайян (род. 1969) — советник по национальной безопасности с 2016 года.
- Мансур ибн Заид Аль Нахайян (род. 1970) — министр по делам президента.
- Абдалла ибн Заид Аль Нахайян (род. 1972) — министр иностранных дел и международного сотрудничества ОАЭ с 2006 года.